# Around the World (Dr. Alban-dal)
Az Around The World című dal a nigériai származású Dr. Alban és a svéd származású Jessica Folcker közös dala, mely az Euróvíziós Dalfesztiválra készült. A dal a svéd slágerlistán az 52. helyig jutott.[forrás?] A dalból videóklip is készült. A dal Dr. Alban válogatáslemezén is megtalálható, kislemezen nem jelent meg.

## Külső hivatkozások
- Facebook rajongói oldal[1]
- Hallgasd meg a dalt[2]
- A dal szövege[3]